# Cúpula Verde
La Cúpula Verde (en árabe: القبة الخضراء‎, romanizado: al-Qubah al-Khaḍrā’) es una cúpula de color verde construida sobre la tumba del profeta islámico Mahoma y los primeros califas musulmanes, Abu Bakr y Úmar. La cúpula está situada en el ángulo sudeste de la Mezquita del Profeta, en Medina (Arabia Saudí).
La estructura se remonta al 1279, cuando se construyó una cúpula de madera sin pintar sobre la tumba. Más tarde fue reconstruida y pintada con diferentes colores dos veces a finales del siglo XV y una vez en 1817. La cúpula fue pintada por primera vez de verde en 1837, adquiriendo el nombre actual.

## Historia
Construida en 1279 (año de la Hégira de 678), durante el reinado del sultán mameluco Al Mansur Qalawun, la estructura original era de madera y era incolora, pintada de blanco y azul en restauraciones posteriores. Después de que un grave incendio asolara la mezquita en 1481, la mezquita y la cúpula se quemaron y el sultán Qaitbay inició un proyecto de restauración que hizo que se sustituyera la mayor parte de la base de madera por una estructura de ladrillo para evitar el derrumbe de la cúpula en el futuro, y utilizó placas de plomo para cubrir la nueva cúpula de madera. El edificio, con la Tumba del Profeta incluida, fue renovado extensamente con el patronazgo de Qaitbay. La cúpula actual fue añadida en 1818 por el sultán otomano Mahmut II. La cúpula fue pintada por primera vez de verde en 1837.
Cuando Saud bin Abdul-Aziz tomó Medina en 1805, sus seguidores, los wahabíes, demolieron casi todas las cúpulas de las tumbas de Medina basándose en su creencia de que la veneración de las tumbas y lugares que se dice que poseen poderes sobrenaturales es una ofensa contra el tawhid. La tumba de Mahoma fue despojada de sus adornos de oro y joyas, pero la cúpula se conservó debido a un intento infructuoso de demoler su estructura endurecida o porque tiempo antes Muhámmad ibn Abd-al-Wahhab había escrito que no deseaba ver la cúpula destruida a pesar de su aversión a que la gente rezara en la tumba. Sucesos similares tuvieron lugar en 1925 cuando las milicias saudíes retomaron -y esta vez lograron mantener- la ciudad. En 2007, según The Independent, un panfleto respaldado por el gran muftí de Arabia Saudí Abdulaziz al-Sheij y publicado por el Ministerio de Asuntos Islámicos saudí afirmaba que "la cúpula verde será demolida y las tres tumbas aplastadas en la mezquita del Profeta". Sin embargo, debido al temor a una reacción extrema y a unas plausibles protestas masivas en todo el mundo, no se puede aplicar".

## Tumba de Mahoma

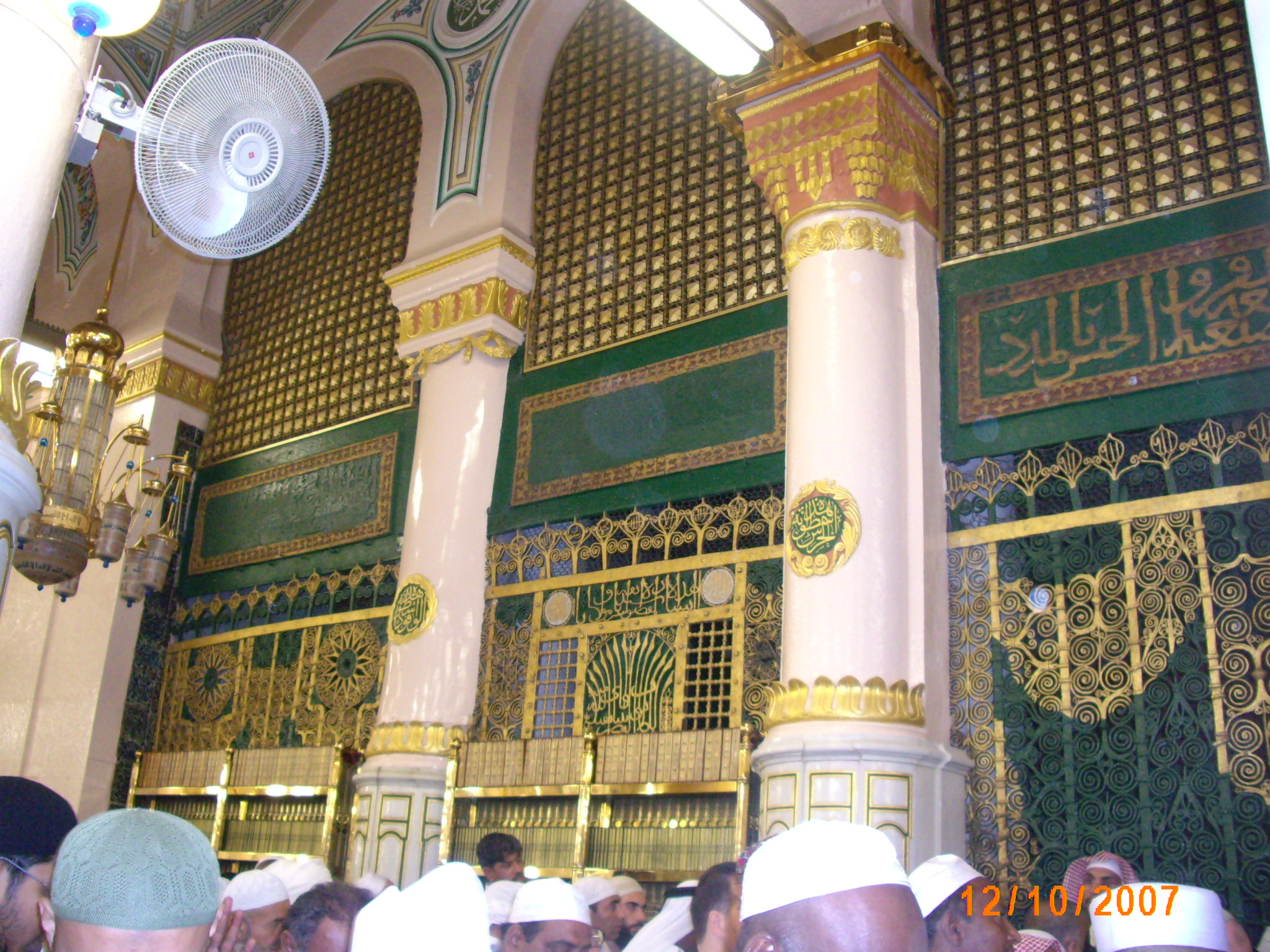
Vista desde el lado de la Hujra

La tumba de Mahoma se encuentra dentro de los límites de lo que era su casa y la de su esposa Aisha bint Abi Bakr, la Hujra. Durante su vida estuvo junto a la mezquita. La mezquita se amplió durante el reinado del califa Walid I para incluir su tumba. La tumba de Mahoma es una razón importante de la particular alta santidad de la mezquita, ya que la Cúpula del Profeta marca el lugar de la tumba. Millones de personas la visitan cada año como parte de la peregrinación a La Meca.
Los dos primeros Califas, Abu Bakr y Úmar están enterrados junto a Mahoma. Úmar recibió un lugar junto a Mahoma gracias a Aisha, que originalmente le cedió el espacio que estaba destinado a ella misma. La tumba de Mahoma en sí no puede ser vista, ya que el área está acordonada por una malla dorada y cortinas negras.